# لیتوینوویتسه
لیتوینوویتسه (به چکی: Litvínovice) یک منطقهٔ مسکونی در جمهوری چک است که در شهرستان چسکه بودیوویتسه واقع شده‌است. لیتوینوویتسه ۵٫۸۶ کیلومتر مربع مساحت و ۲٬۱۱۶ نفر جمعیت دارد و ۳۸۹ متر بالاتر از سطح دریا واقع شده‌است.